# Rosie Frankowski
Pour les articles homonymes, voir Frankowski.
Rosie Frankowski, née le 30 juillet 1991 à Minneapolis, est une fondeuse américaine.

## Biographie
Frankowski qui fait ses débuts officiels en debut d'année 2010 dans l'US Super Tour, où elle obtient son premier podium et victoire en 2012, prend part aux Championnats du monde des moins de 23 ans en 2014 à Val di Fiemme, obtenant comme meilleur résultat individuel une 26e place sur le skiathlon.
Membre du club de l'Alaska Pacific University (en), elle doit attendre la saison 2017-2018 pour retrouver le chemin de la victoire avec deux succès en Coupe nord-américaine, ce qui précipite sa selection pour les jeux olympiques à Pyeongchang, où elle prend le départ sur l'ulitme épreuve seulement, le trente kilomètres classique (21e). Juste après, elle continue dans cette dynamique, gagnant deux courses de la Coupe OPA à Cogne, suivie d'une première participation à une course de Coupe du monde à Oslo (31e).
Frankowski dispute aussi son premier championnat du monde en 2019 à Seefeld, obtenant la 24e place au skiathlon.
En fin d'année 2019, elle inscrit ses premiers points pour le classement général de Coupe du monde, se classant 23e du dix kilomètres libre de Davos.

## Palmarès

### Jeux olympiques
| Épreuve / Édition   | Sprint                           | Sprint    | 10 km | 10 km                            | Skiathlon 2 × 7,5 km | 30 km | Relais | Relais   |
| Épreuve / Édition   | libre                            | classique | libre | classique                        | Skiathlon 2 × 7,5 km | 30 km | Sprint | 4 × 5 km |
| JO 2018 Pyeongchang | Épreuve inexistante à cette date | –         | —     | Épreuve inexistante à cette date | -                    | 21e   | —      | —        |

Légende :
- : pas d'épreuve
- — : Non disputée par Frankowski

### Championnats du monde
| Épreuve / Édition     | Sprint | Sprint                           | 10 km                            | 10 km     | Skiathlon 2 × 7,5 km | 30 km | Relais | Relais   |
| Épreuve / Édition     | libre  | classique                        | libre                            | classique | Skiathlon 2 × 7,5 km | 30 km | Sprint | 4 × 5 km |
| Mondiaux 2019 Seefeld | -      | Épreuve inexistante à cette date | Épreuve inexistante à cette date | -         | 24e                  | -     | —      | -        |

Légende :
- : pas d'épreuve
- — : Non disputée par Frankowski

### Coupe du monde
- Meilleur classement général : 98e en 2020.
- Meilleur résultat individuel : 23e.

#### Classements détaillés
| Saison / Épreuve | Général | Général | Distance | Distance | Sprint | Sprint |
| ---------------- | ------- | ------- | -------- | -------- | ------ | ------ |
| Saison / Épreuve | Place   | Points  | Place    | Points   | Place  | Points |
| 2020             | 98e     | 10      | 68e      | 10       | -      | -      |

### Coupe OPA
- 2 victoires.